# Sky Gate Bridge R
Le Sky Gate Bridge R ou Kansai Airport Access Bridge est un pont en treillis qui relie l'aéroport international du Kansai, bâti sur une île artificielle, à Rinku Town (Izumisano). Il comporte deux niveaux de circulation. Le niveau supérieur est une autoroute, et le niveau inférieur une ligne ferroviaire.
Malgré sa longueur, les techniques de pont à haubans et de pont suspendu ont été écartées à sa conception à cause de la proximité de l'aéroport; de ce fait, c'est un des plus longs ponts en treillis du monde.

## Typhon Jebi
Le 4 septembre 2018, un pétrolier, poussé par les vents du typhon Jebi, s'est écrasé sur le pont. Celui-ci a été endommagé et les communications ont été coupées; plusieurs milliers de personnes ont été bloqués dans l’aéroport pour une nuit. Une des deux allées menant à l'aéroport a été rouverte à la circulation automobile le 5 septembre, mais pas pour les voitures particulières ou de location. Une navette de bus gratuite temporaire entre l’aéroport et les gares de Hineno et Rinkū Town a été organisée du 7 au 17 septembre. Les travaux de réparation ont commencé le 12 septembre 2018. Le trafic ferroviaire a repris le 18 septembre. Le 12 février 2019, les travaux ont commencé pour remplacer deux poutres de pont, de 89,8 m. de long et 790 tonnes l'une et 97,8 m. et 858 tonnes l'autre. La réparation totale du pont devrait être achevée en avril 2019.